# Mobulidae
Mobulidae é uma família de raias da ordem Myliobatiformes.